# Ilaria Salis

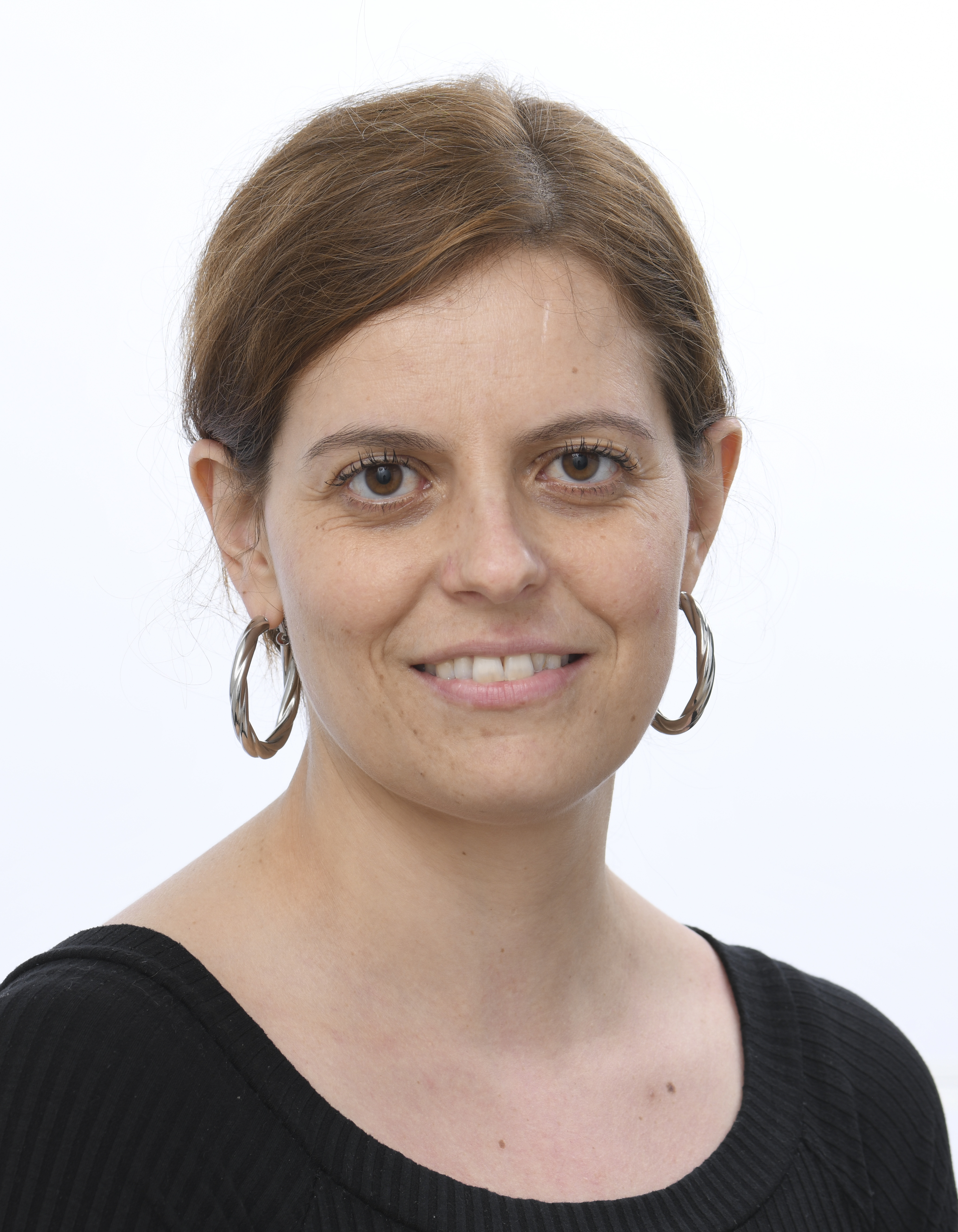
Ilaria Salis (2024)

Ilaria Salis (* 17. Juni 1984 in Mailand) ist eine italienische Politikerin und linke Aktivistin. Sie ist seit 2024 Mitglied des Europäischen Parlaments. Salis wurde Anfang 2023 wegen eines mutmaßlichen gewalttätigen Angriffs in Budapest verhaftet. Bei der Europawahl 2024 zog sie als Kandidatin des grün-linken Wahlbündnisses Alleanza Verdi e Sinistra (AVS) ins Europäische Parlament ein, wodurch ihr die Freilassung und parlamentarische Immunität zuteilwurden.

## Leben
Salis wurde 1984 in Mailand geboren und wuchs in Monza sowie zwischen 1992 und 1995 im Vereinigten Königreich auf. Sie schloss 2005 ein Studium der Geschichtswissenschaft ab und arbeitete danach als Grund- und Sekundarschullehrerin. 2021 erhielt sie einen Masterabschluss in Philologie, Literatur und Geschichte der Antike der Universität Mailand. Seit dem Eintritt in die Volljährigkeit trat Salis durch antifaschistisches Engagement in der sogenannten sinistra antagonista („antagonistischen Linken“) in Erscheinung und gründete unter anderem ein autonomes Zentrum mit.
In Italien wurde Salis mehrmals rechtskräftig verurteilt: wegen gemeinschaftlich begangener Herbeiführung einer gefährlichen Explosion (sie hatte 2015 zusammen mit anderen vor dem San-Vittore-Gefängnis in Mailand Feuerwerkskörper gezündet), Eindringens in öffentliche Gebäude und Widerstand gegen Vollstreckungsbeamte (im Zusammenhang mit der Besetzung und späteren Räumung von Sozialwohngebäuden im Mailänder Stadtteil Corvetto). Die Strafen beliefen sich in Summe auf ein Jahr und neun Monate und wurden jeweils zur Bewährung ausgesetzt.

### Verhaftung und Prozess
Im Februar 2023 reiste Ilaria Salis mit anderen Mitgliedern der autonomen Szene nach Budapest, um sich Gegendemonstrationen zum neonazistischen Tag der Ehre anzuschließen. Der im Umfeld von Blood & Honour begründete und jährlich am 11. Februar zelebrierte Aufmarsch sammelt sich unter anderem am Heldenplatz und soll den Kräften der ungarischen Armee, der Wehrmacht und der Waffen-SS gedenken, die in der sogenannten Schlacht um Budapest versuchten, den Kessel der Roten Armee zu durchbrechen. Am Tag der Veranstaltung nahm die ungarische Polizei Salis mit ihrer Begleitung Gabriele Marchesi fest. Die Behörden warfen ihr einen lebensgefährlichen Angriff auf drei Personen am Vortag vor, die sie für Neonazis gehalten habe. Sie bekannte sich vor Gericht nicht schuldig. Ihrem Mitangeklagten (aber nicht Salis selbst) wurde außerdem die Beteiligung an der sogenannten „Hammerbande“ des Dresdner Linksextremismusprozesses vorgeworfen.
Die Verhaftung Salis’ wurde erst im Dezember 2023 durch ihre Vorführung in Leine, Hand- und Fußfesseln vor Gericht öffentlich und fand aufgrund „erniedrigender und unmenschlicher“ Haftbedingungen in Untersuchungshaft und womöglich nicht rechtsstaatlicher Verfahrensweise Kritik von internationalen Organisationen und Gremien wie dem Europäischen Wirtschafts- und Sozialausschuss. Die Regierung Meloni bestellte daraufhin den ungarischen Botschafter ein. Salis wurde unter Auflagen mit elektronischer Fußfessel und Hausarrest in Budapest aus dem Gefängnis entlassen.

### Wahl und Freilassung
Um eine Einstellung des Verfahrens und parlamentarische Immunität zu erwirken, nominierte sie die links-grüne Alleanza Verdi e Sinistra (AVS) als Listenkandidatin zur Europawahl 2024. Die AVS erhielt knapp 6,8 Prozent der italienischen Stimmen und damit 6 Sitze.  Fünf Tage nach der Wahl wurden am 14. Juni 2024 auf richterlichen Beschluss die Fußfesseln entfernt und der Hausarrest aufgehoben. Salis durfte nach Italien zurückkehren. Sie ist seit Juli 2024 Mitglied im 10. Europäischen Parlaments und schloss sich der Linksfraktion an. Dort wurde sie in den Vorstand gewählt und als ordentliches Mitglied für den Ausschuss für bürgerliche Freiheiten, Justiz und Inneres benannt.
Im Oktober 2024 beantragte Ungarn die Aufhebung der Immunität für Salis durch das EU-Parlament. In einer Plenarsitzung warf ihr Ungarns Ministerpräsident Viktor Orbán vor, „friedliche Menschen in den Straßen von Budapest mit Eisenstangen zusammengeschlagen“ zu haben. Am 24. Juni 2025 sollte der Rechtsausschuss des EU-Parlaments eine Empfehlung bezüglich des Antrags abgeben. Die Entscheidung wurde aber auf einen späteren Zeitpunkt vertagt. Anschließend muss das gesamte EU-Parlament noch über den Antrag abstimmen. Es wird jeweils mit einem knappen Votum gerechnet.

## Rezeption
Der italienische Karikaturist und Autor Zerocalcare widmete Ilaria Salis im Januar 2024 seine Graphic Novel At the bottom of the well. A story of Nazis, prison and responsibility, zunächst veröffentlicht im Wochenmagazin Internazionale, gefolgt von weiteren aktuellen Strips in den folgenden Ausgaben. Im darauffolgenden Juni wurden Zerocalcares Comics zum Salis-Fall gesammelt und zusammen mit einigen unveröffentlichten in dem Band This night will not be short veröffentlicht.